# Otiothops gounellei
Otiothops gounellei är en spindelart som beskrevs av Simon 1887. Otiothops gounellei ingår i släktet Otiothops och familjen Palpimanidae. Inga underarter finns listade i Catalogue of Life.